# Il confessionale (film 1998)
Il confessionale è un film pornografico del 1998 diretto da Jenny Forte.

## Trama
Le tentazioni e le confessioni che l'ex prete protagonista fa davanti all'altare della chiesa isolata, nelle quali rivela di avere più e più volte infranto la castità religiosa.
Inizialmente una tra le donne che vanno a confessarsi in chiesa lo induce in tentazione e con lei viola per la prima volta il voto. Poi due monache e una sposa che sta per andare sull'altare gli permettono nuove esperienze all'interno della chiesa.
Infine viene scoperto dal padre della prima vittima, che furiosamente lo conduce a lasciare il suo ruolo ecclesiastico.

## Produzione
La pellicola è stata girata nell'estate 1998 nella chiesa di san Vincenzo a Gioia dei Marsi, in Abruzzo, ed è stata distribuita il 15 novembre successivo.

## Accoglienza
Il film ha creato scandalo e ricevuto successivamente l'accusa di vilipendio alla religione per essere stato girato in un luogo consacrato.